# 논산 송정리 마애삼존불
논산 송정리 마애삼존불(論山 松亭里 磨崖三尊佛)은 대한민국 충청남도 논산시 연산면 송정리에 있는 마애불이다. 1993년 12월 31일 충청남도의 문화재자료 제328호로 지정되었다.

## 개요
충청남도 논산시 연산면 소재지에서 대전 방향으로 약 3km쯤에 있는 하송 마을 북쪽 산 능선에 마애삼존불이 위치하고 있다. 높이 4.3m, 너비 3.5m의 수직 화강암벽에 가는 선으로 삼존불입상을 새겼는데, 중앙 본존불의 높이는 3.2m이고, 오른쪽 협시불의 높이는 1.23m이다.
불상을 만든 연대나 유래를 전하는 문헌 및 기록은 없으나 고려시대에 만들어진 불상으로 추정된다.

## 현지 안내문
화강암벽에 선으로 새겾진 입상(立像)의 삼존불이다. 이 자리는 계룡산 줄기의 남쪽 끝부분에 해당하며, 앞쪽 왼편에 개태사(開泰寺)가 있다. 본존불(本尊佛)의 손모양[手印]은 가슴앞에 합장한 형태이고, 불상의 머리에는 육계가 굵게 표현되었으며, 얼굴은 약간 길지만 균형이 잡혀 있고 풍만한 느낌을 준다. 목에는 삼도(三道)가 표현되어 있다. 법의(法衣)는 양쪽어깨를 지나서 가슴에 모으고 있고, 길게 늘어선 법의 자락에는 누비 장삼처럼 조성된 특이한 기법을 보이고 있어 논산 지방 불상 연구에 귀중한 자료가 된다. 광배(光背)는 배 모양인데 신광(身光)과 두광(頭光)으로 이루어져 있다. 좌·우 협시불(脇侍佛)은 본존불 크기의 절반에 불과하며, 같은 기법으로 조성되었으나 광배의 표현이 없다. 작은 규모에 비해서 선이 굵게 표현되어 있다. 고려시대 충청지방에 유행한 마애불의 한 예로, 지방의 조각기법과 양식을 잘 표현하고 있다.

## 참고 자료
- 연산송정리마애삼존불 - 국가유산청 국가유산포털